# Sean Scully
Sean Scully   (Dublín, 30 de juny de 1945) és un artista estatunidenc d'origen irlandès que ha estat nominat dues vegades al Premi Turner. Diversos museus d'arreu del món conserven obra seva.

## Biografia
Scully va néixer a Dublín i va créixer al sud de Londres, on la seva família es va establir el 1949. Va estudiar al Croydon College of Art i a la Universitat de Newcastle. Va rebre una beca per anar a estudiar a la Universitat Harvard a principis dels anys 1970 i des de llavors es va establir a Nova York.
Scully va ser nominat al Premi Turner el 1989 i el 1993. Ha exposat àmpliament per tot Europa i als Estats Units, i és representat en alguns dels museus més importants del món, incloent el Museu Metropolità d'Art, elMuseu d'Art Modern de Nova York, el Solomon R. Guggenheim Museum de Nova York, la National Gallery of Art i el Smithsonian, entre molts altres.
Actualment Scully viu i treballa entre Nova York, Barcelona i Múnic, on va exercir de professor a l'Acadèmia de Belles Arts. El 2015 va inaugurar una instal·lació permanent a la capella de Santa Cecília de la Muntanya de Montserrat. El 2021, després de 15 anys de residència a Barcelona, va manifestar mostres de catalanofòbia, juntament amb la seva parella Liliane Tomasko. Concretament, va declarar que, a les reunions on anava, els assistents «parlaven completament en català, com dient fes-te fotre» i que «no podíem suportar Barcelona per tota aquesta merda». Al seu torn, Tomasko va carregar contra el catalanisme dient que «era massa» i que el seu fill Oisin, en aquell moment de dotze anys, es veia obligat a parlar català a l'escola.